# Elisabeth Hattemer
Elisabeth (Else) Hattemer, geb. Hemmes (* 9. Januar 1870 in Bensheim; † 19. Dezember 1948 in Viernheim) war eine hessische Politikerin (Zentrum) und Abgeordnete des Hessischen Landtags.

## Herkunft
Else Hattemer war die Tochter des Lehrers und späteren Direktors der Bensheimer Großherzoglichen Taubstummenanstalt Wilhelm Hemmes, der am 14. März 1840 im rheinhessischen Gau-Algesheim geboren wurde und 1888 einen „Lehrplan für eine Taubstummenanstalt mit sechs Jahreskursen und Grundsätze des Lehrverfahrens bei den einzelnen Unterrichtsgegenständen“ vorlegte.

## Ausbildung und Beruf
Nach dem Schulabschluss absolvierte Else Hattemer eine Ausbildung als Oberschullehrerin und unterrichtete Englisch und Französisch in Vallendar und Köln. Mit dem Gymnasialprofessor Karl Hattemer (1869–1913), dessen Vorfahren ebenfalls aus Gau-Algesheim kamen, hatte sie vier Kinder.

## Politik
Else Hattemer war Mitglied der Zentrumspartei Hessen. In sämtlichen 6 Wahlperioden von 1919 bis 1933 war sie für das Zentrum gewählte Abgeordnete im Landtag. Neben ihr konnten nur 4 andere Abgeordnete diese Kontinuität der parlamentarischen Arbeit aufweisen. Sie war die einzige weibliche Abgeordnete des Zentrums und nur eine von 12 weiblichen Abgeordneten im hessischen Landtag der Weimarer Republik überhaupt.
Ihre Themen im Landtag waren die Frauen- und Kulturpolitik. So war sie Mitglied des Verwaltungsbeirates des Landestheater. In der Frauenpolitik galt ihr Engagement der Mädchenbildung und der Sozialfürsorge.

## Sonstige Ämter
Else Hattemer war als überzeugte Katholikin in der katholischen Frauenbunds- und Sozialarbeit engagiert. Sie hatte verschiedene Funktionen im Katholischen Frauenbund inne und war Leiterin der Caritas in Darmstadt und Mitglied des Diözesan-Caritas-Vorstandes.